# ガリック文字
ガリック文字またはガリグ文字（ガリックもじ、モンゴル語: галиг үсэг）はアリガリ文字（モンゴル語: али гали үсэг）ともいい、モンゴル文字に文字を追加して他の言語の音を正確に表記できるようにしたものを言う。
アリガリのアリは母音を、ガリは子音を意味する。
サンスクリットやチベット語の音を正確に転写するために、1587年にアヨーシ・グーシ(モンゴル語: Аюуш гүүш)によって考案された。1602年から1607年にかけて、アヨーシ・グーシらはチベット大蔵経のカンギュルをモンゴル語に翻訳した。現在では改訂された版のガリック文字が中国語をモンゴル文字で表記するために使われている。